# Antoni Siudak
Antoni Siudak (ur. 1 kwietnia 1909, zm. 6 października 1940) – sierżant pilot Polskich Sił Powietrznych w Wielkiej Brytanii.

## Życiorys
28 października 1930 został powołany do odbycia służby wojskowej w 1 pułku lotniczym w Warszawie i przydzielony do 12. eskadry liniowej. Pozostał w wojsku jako podoficer nadterminowy i 6 maja 1932 rozpoczął naukę w bydgoskiej Szkole Pilotażu Podstawowego. Następnie odbył kurs Wyższego Pilotażu w Grudziądzu, i po jego ukończeniu w dn. 21 listopada 1933 został przydzielony do 114 eskadry myśliwskiej, a w 1934 do 112 eskadry myśliwskiej. W 1935 był członkiem delegacji 1 pułku lotniczego, która brała udział w uroczystościach pogrzebowych Marszałka Józefa Piłsudskiego. W 1936 rozpoczął naukę na kursie instruktorów pilotażu w Centrum Wyszkolenie Lotnictwa Nr 1 w Dęblinie. Od 2 kwietnia 1936 był w CWL-1 instruktorem pilotażu i na tym stanowisku zastał go wybuch wojny. Nie brał udziału w walkach, był odpowiedzialny za ewakuację personelu i samolotów.
Po kampanii wrześniowej przez Rumunię dostał się do Francji. 13 listopada zameldował się w bazie w Lyon-Bron. Początkowo walczył w Grupie Pościgowej w dywizjonie I/145, następnie został przeniesiony do francuskiego dywizjonu GC I/8 latającego na samolotach Caudron CR.714. Po kilkunastu dniach został ponownie przeniesiony, tym razem do polskiego IX klucza kominowego „Jan” latającego samolotami Bloch MB.151 i stacjonującego w Angers z zadaniem powietrznej osłony siedziby Polskiego Rządu na Uchodźstwie.
Od 23 lipca 1940 walczył w składzie w dywizjonu 302. 15 września miał udział w zestrzeleniu Do-17. Od 23 września 1940 walczył w dywizjonie 303. 5 października zestrzelił dwa Me-109 i wspólnie Me-110. 
6 października 1940 o godzinie 12:05 jego Hurricane I RF-A numer P3120 został trafiony bombą z Ju-88 podczas kołowania na lotnisku Northolt. Sierżant Siudak zginął.
Pochowany jest na cmentarzu Northwood w Londynie.

## Zwycięstwa powietrzne
Na liście Bajana figuruje na 94. pozycji z 3 pewnymi zestrzeleniami.
- 1/2 Do 17 – 15 września 1940[7]
- 2 Me 109 – 5 października 1940 (pilotował Hurricane'a N2460)
- 1/2 Me 110 – 5 października 1940 (pilotował Hurricane'a N2460)

## Ordery i odznaczenia
- Krzyż Srebrny Orderu Virtuti Militari – 1 lutego 1941
- Krzyż Walecznych
- Medal Lotniczy
- Polowy Znak Pilota

## Awanse
- 3 kwietnia 1934 - kapral[1]
- 1 kwietnia 1937 - plutonowy